# Kaple Saint-Charles de la Croix-Saint-Simon
Kaple Saint-Charles de la Croix-Saint-Simon (tj. svatého Karla z Croix-Saint-Simon) je kaple ve 20. obvodu v Paříži v ulici Rue de la Croix-Saint-Simon. Kaple je zasvěcená svatému Karlu Boromejskému a pojmenovaná podle nemocnice, v jejímž areálu se nachází. Kaple náleží k farnosti kostela Saint-Germain-de-Charonne.

## Historie
Výstavba kaple začala v roce 1914, ale kvůli první světové válce byly práce přerušeny až do roku 1919. Kaple byla dokončena roku 1921. Kaple byla postavena v areálu církevní nemocnice Croix Saint-Simon a kněz určený ke správě kaple je zároveň zpovědníkem v nemocnici.
Kapli vysvětil 19. června 1921 pařížský arcibiskup Louis-Ernest Dubois.

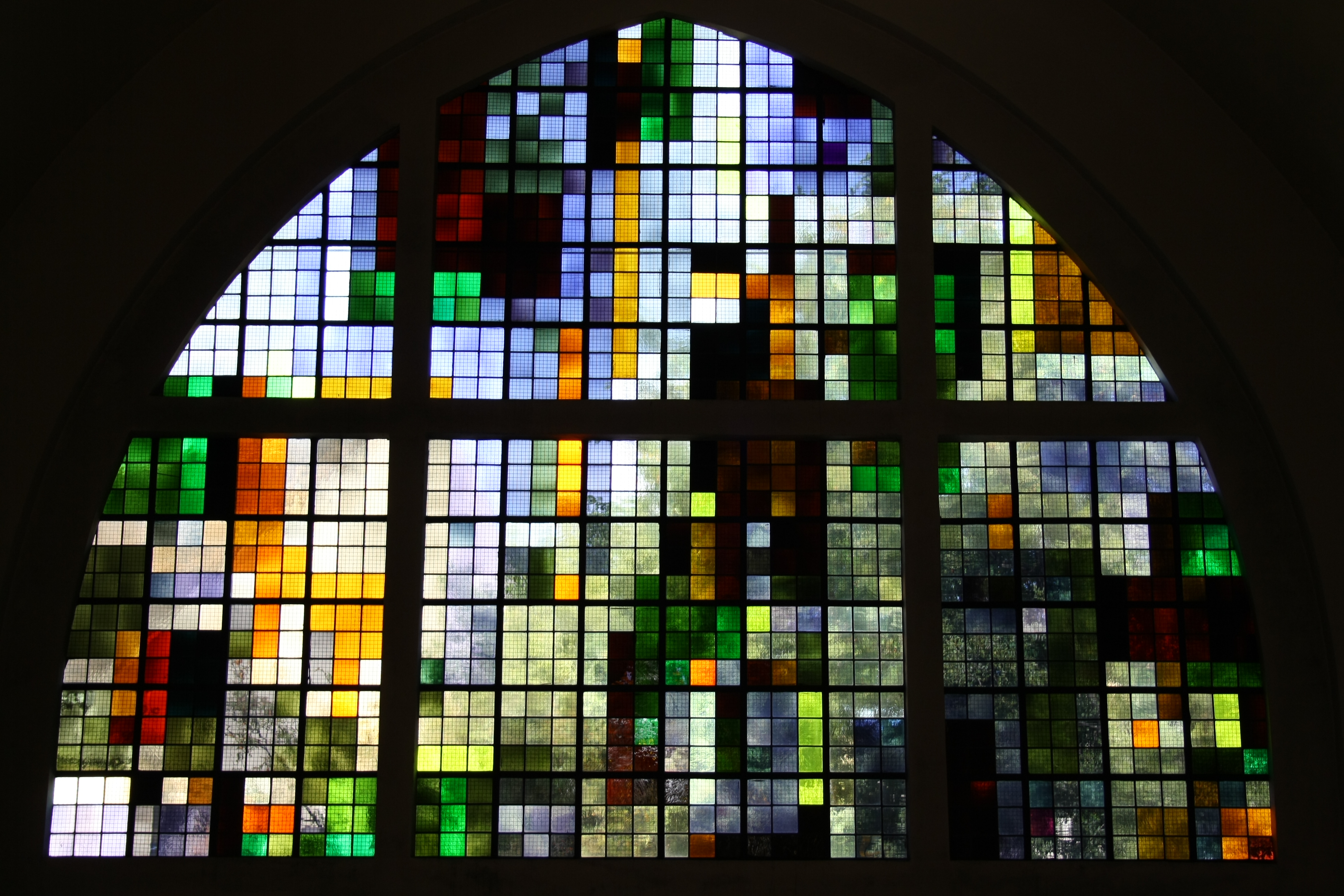
Vitráže v hlavní fasádě

## Architektura
Kaple je vystavěná v novorománském slohu. Na pravé straně je umístěná malá zvonice. V tympanonu portálu je zobrazen Ježíš Kristus, po jeho levici se nachází býk, atribut svatého Lukáše a po jeho levici lev, atribut svatého Marka.
Hlavní průčelí je tvořeno čtyřmi oblouky, třemi arkádami a římsami. V prostředních obloucích nejsou portály, ale okna. V tympanonech bočních arkád se nacházejí atributy vpravo svatého Jana (orel) a vlevo svatého Matouše (muž).
Interiér kaple je členěný do tří lodí. Vstup je upraven jako narthex s křtitelnicí vlevo. Klenba hlavní lodi je polovalbová, boční lodě mají křížové klenby s mírným průnikem do hlavní klenby. Hlavní loď končí apsidou s chórovým ochozem, pro kapli neobvyklém architektonickém prvku.
Z vybavení je vzácný dřevěný polychromovaný krucifix ze 14. století původem ze Španělska. Výklenkové kaple v chórovém ochozu jsou zdobené mozaikami ve stylu raného křesťanství stejně jako sochy před oltáři. Na pravém oltáři je umístěná dřevěná polychromovaná socha Panny Marie ze Charonne v gotickém slohu. Vlevo je kaple Saint-Charles, kde se nachází socha Terezie z Lisieux sochaře Paula Landowskiho.